# Baron Arundel
Baron Arundel ist ein erblicher britischer Adelstitel in der Peerage of England.

## Verleihung
Der Titel wurde am 4. August 1377 als Barony by writ für John Arundel (auch John Fitzalan) geschaffen, indem dieser per Writ of Summons ins königliche Parlament berufen wurde. Da er mit Eleanor Maltravers, Miterbin und schließlich einzige Erbin von John Maltravers, 1. Baron Maltravers verheiratet war, wird mitunter die Ansicht vertreten, dass seine Baronie mit der Baronie Maltravers identisch sei. Zumindest wurden beide Titel beim Tod seiner Gattin 1405 von seinem Enkel als 3. Baron Arundel und 3. Baron Maltravers vereinigt. 1415 erbte dieser auch den Titel 13. Earl of Arundel.
Dem 20. Earl of Arundel wurden 1589 wegen Hochverrats alle seine Titel aberkannt. Sie wurden 1604 für seinen Sohn, als 21. Earl of Arundel und 11. Baron Arundel, wiederhergestellt. Ebenso 1604 zu seinen Gunsten wiederhergestellt wurden die Titel 4. Earl of Surrey, 14. Baron Mowbray, 15. Baron Segrave, die 1579 seinem Großvater Thomas Howard, 4. Duke of Norfolk aberkannt worden waren. Für dessen Sohn wurde 1660 auch der Titel 5. Duke of Norfolk wiederhergestellt. Die genannten Titel sind bis heute nachgeordnete Titel des Duke of Norfolk.

## Liste der Barone Arundel (1377)
- John Fitzalan, 1. Baron Arundel (um 1348–1379)
- John Fitzalan, 2. Baron Arundel (1364–1390)
- John FitzAlan, 13. Earl of Arundel, 3. Baron Arundel (1385–1421)
- John FitzAlan, 14. Earl of Arundel, 4. Baron Arundel (1408–1435)
- Humphrey FitzAlan, 15. Earl of Arundel, 5. Baron Arundel (1429–1438)
- William FitzAlan, 16. Earl of Arundel, 6. Baron Arundel (1417–1487)
- Thomas FitzAlan, 17. Earl of Arundel, 7. Baron Arundel (1450–1524)
- William FitzAlan, 18. Earl of Arundel, 8. Baron Arundel (1476–1544)
- Henry FitzAlan, 19. Earl of Arundel, 9. Baron Arundel (1512–1580)
- Philip Howard, 20. Earl of Arundel, 10. Baron Arundel (1557–1595)
- Thomas Howard, 21. Earl of Arundel, 11. Baron Arundel (1585–1646)
- Henry Howard, 22. Earl of Arundel, 12. Baron Arundel (1608–1652)
- Thomas Howard, 5. Duke of Norfolk, 13. Baron Arundel (1628–1677)
- Henry Howard, 6. Duke of Norfolk, 14. Baron Arundel (1628–1684)
- Henry Howard, 7. Duke of Norfolk, 15. Baron Arundel (1655–1701)
- Thomas Howard, 8. Duke of Norfolk, 16. Baron Arundel (1683–1732)
- Edward Howard, 9. Duke of Norfolk, 17. Baron Arundel (1685–1777)
- Charles Howard, 10. Duke of Norfolk, 18. Baron Arundel (1720–1786)
- Charles Howard, 11. Duke of Norfolk, 19. Baron Arundel (1746–1815)
- Bernard Fitzalan-Howard, 12. Duke of Norfolk, 20. Baron Arundel (1765–1842)
- Henry Fitzalan-Howard, 13. Duke of Norfolk, 21. Baron Arundel (1791–1856)
- Henry Fitzalan-Howard, 14. Duke of Norfolk, 22. Baron Arundel (1815–1860)
- Henry Fitzalan-Howard, 15. Duke of Norfolk, 23. Baron Arundel (1847–1917)
- Bernard Fitzalan-Howard, 16. Duke of Norfolk, 24. Baron Arundel (1908–1975)
- Miles Fitzalan-Howard, 17. Duke of Norfolk, 25. Baron Arundel (1915–2002)
- Edward Fitzalan-Howard, 18. Duke of Norfolk, 26. Baron Arundel (* 1956)

Derzeitiger Titelerbe (Heir apparent) ist der Sohn des aktuellen Titelinhabers Henry Fitzalan-Howard, Earl of Arundel (* 1987).